# Austroboletus lacunosus
Austroboletus lacunosus är en svampart som först beskrevs av Carl Ernst Otto Kuntze, och fick sitt nu gällande namn av T.W. May & A.E. Wood 1995. Austroboletus lacunosus ingår i släktet Austroboletus och familjen Boletaceae.   Inga underarter finns listade i Catalogue of Life.